# Ecclinusa lancifolia
Espèce
Statut de conservation UICN

VUB1+2c : Vulnérable
Classification phylogénétique
Ecclinusa lancifolia est une espèce de plantes à fleurs de la famille des Sapotaceae. C'est un arbre ou un arbuste originaire de l'Amazonie. 

## Répartition
Forêts inondées de l'état d'Amazonas au Brésil.